# Блаже Миневски
Блаже Миневски (на македонска литературна норма: Блаже Миневски) е писател, драматург, журналист и романист от Северна Македония.

## Биография
Роден е в Гевгели на 1 април 1961 година. Средно и основно образование завършва в Кавадарци. Следва Интердисциплинарни изследвания по журналистика в Юридическия факултет на Скопския университет. Работи като новинар в много рубрики. Става репортер на „Нова Македония“. Член е на Дружеството на писателите на Македония от 1992 година и на дружеството Независими писатели на Македония.

## Творчество
- „Солзи во очите на тате“ (раскази, 1984)
- „Ниски вежби“ (раскази, 1988)
- „Црниот пердув“ (роман, 1990)
- „Заседи за белиот сон“ (раскази, 1992)
- „Ледно око“ (раскази, 1996)
- „Балкан за деца“ (роман, 1996)
- „Требаше да се сликаме пред да се замразиме“ (роман, 1998)
- „Сезона на глуварките“ (раскази, 2001)
- „Приказна за третиот“ (роман, 2003)
- „Нишан“ (роман, 2007).

Драми
- „Крик“ (1991)
- „Лулка“ (1992)
- „Женски прилог за ноќта“ (1993)
- „Подготовки за добра смрт“ (1994)
- „Немушт јазик“ (2000).

Всички драми на Блаже Миневски се публикувани в книгата „Бивши луѓе“ в 2000 година. Миневски е двукратен носител на наградата „Кръсте Мисирков“ на Сдружението на журналистите на Македония и печели два пъти награда за репортаж на „Нова Македония“. Творчеството му е част от множество антологии и е преведено на английски, френски, сръбски, испански, турски и албански език, а също така е адаптирано и на български книжовен език.